# La frontiera del sole
La frontiera del sole (The Golden Strain) è un film muto del 1925 diretto da Victor Schertzinger. La sceneggiatura di Eve Unsell si basa su Thoroughbreds, racconto di Peter B. Kyne pubblicato nel settembre 1925 su Hearst's International-Cosmopolitan. Di genere western, il film - prodotto e distribuito dalla Fox Film Corporation - aveva come interpreti Kenneth Harlan, Hobart Bosworth, Madge Bellamy, Lawford Davidson, Ann Pennington, Frank Beal, Frankie Lee, Robert Frazer.

## Trama
Milt Mulford, giovane tenente appena uscito da West Point, viene assegnato a un avamposto nei pressi di una riserva indiana. Dovendo affrontare una crisi scoppiata a causa degli imbrogli di Gaynes, il disonesto agente indiano, Milt si trova al comando di un drappello di cavalleggeri che ingaggiano un combattimento contro gli Apache, scesi sul sentiero di guerra. L'inesperienza porta Milt, al suo battesimo del fuoco, ad avere poca fiducia nelle proprie forze, impedendogli di guidare i suoi uomini con competenza e sicurezza. Espulso dal servizio, perde anche Dixie Denniston, la fidanzata, che rompe il fidanzamento con lui. Milt, per recuperare l'amore della ragazza e il suo posto nell'esercito, dovrà dimostrare il proprio coraggio e la sua attitudine al comando.

## Produzione
Il film fu prodotto dalla Fox Film Corporation. Secondo quanto riportato da diverse testate, il film venne girato in Arizona, nei dintorni di Fort Huachera.

## Distribuzione
Il copyright del film, richiesto da William Fox, fu registrato il 27 dicembre 1925 con il numero LP22166.

Distribuito dalla Fox Film Corporation, il film uscì nelle sale cinematografiche statunitensi presentato in prima a Lima, in Ohio, il 27 dicembre 1925. Nel Regno Unito, venne presentato a Londra il 20 gennaio 1926, distribuito nelle sale britanniche nel maggio di quell'anno dalla Fox Film Company. In Brasile, il film prese il titolo O Batismo de Fogo.

In Italia, con il titolo La frontiera del sole, venne distribuito dalla Fox munito del visto di censura numero 22849 rilasciato nel luglio 1926.
Copia completa della pellicola si trova conservata negli archivi del Museum Of Modern Art di New York.